# Justice League
Justice League (på dansk også Lovens Vogtere) er en fiktiv gruppe superhelte fra DC Comics. Konceptet blev udviklet af forfatteren Gardner Fox, tegneren Mike Sekowsky og redaktør Julius Schwartz. Gruppen blev introduceret i The Brave And the Bold nr. 28 (1959) og fik sit eget blad i 1960. Gruppens sammensætning varierer, men tæller ofte Superman, Batman, Wonder Woman, Green Lantern og Lynet. 
Justice League er baseret på den ældre serie Justice Society of America, som Gardner Fox skrev i 1940'erne.
Justice League har stort set været kontinuerligt udgivet i eget hæfte siden 1960, men med forskellige titler, såsom Justice League of America, Justice League International og JLA. Fox og Sekowsky producerede serien gennem det meste af 1960'erne. Siden har mange andre arbejdet med serien, blandt andre Dennis O'Neil, Len Wein, Steve Englehart, Gerry Conway, Grant Morrison og Mark Waid.

## Film og tv
- 2001-2004: Justice League (tegnefilmsserie)
- 2004-2006: Justice League Unlimited - en fortsættelse af den forrige serie
- 2017: Justice League (film fra 2017)